# Baltasar Gracián
Baltasar Gracián y Morales (1601. január 8. – 1658. december 6.) spanyol barokk prózaíró.

## Élete
1601. január 8-án született a zaragozai Calatayudhoz közeli Belmonte faluban kispénzű doktor fiaként. Gyermekéveit nagybátyjánál töltötte, aki katolikus pap volt. A család anyagi helyzete is hozzájárult, hogy Gracián és testvérei mindannyian egyházi pályára léptek. Előbb Toledóban, majd a zaragozai jezsuita kollégiumban tanult teológiát. 1619-ben novícius, majd 1623–1627-ig szintén Zaragozában folytatja teológiai stúdiumait. 1627-ben felszentelték, ezután kezdte meg prédikátori és tanári munkáját (1627–1630 Calatayud; 1630–1631 Valencia; 1631–1633 Lérida; 1633–1636 Gandía).
1635. július 25-én tett fogadalmat, ettől kezdve a jezsuita rend tagja. 1636-tól különböző helyszíneken végzi egyházi és tanári munkáját (1636–1640, 1646–1651 Huesca; 1640–1642, 1651–1658 Zaragoza; 1642–1644 Tarragona, mint a Jezsuita Kollégium rektora; 1644–1646 Valencia; 1640, 1641 Madrid).
1658. december 6-án halt meg súlyos betegségben.

## Művei
- 1637 El héroe (A hős)
- 1642,1648 Agudeza y arte de ingenio (Találó kifejezés és szellemesség)
- 1646 El discreto (A bölcs)
- 1647 Oráculo manual y arte de prudencia (Az életbölcsességek kézikönyve)
- 1651-1657 El Criticón (A bírálgató)
- 1655 El comulgatorio (Az áldozati rács)

## Magyarul
- Bölts, és figyelmetes udvari ember; ford. Faludi Ferenc; Academia Ny., Nagyszombat, 1750
- Udvari kátó, vagy is Grátzián Boldizsárnak Faludi Ferencz által magyarra fordított 300 makszimái, amelyeket alagyás versekbe foglalt Nagy János; Streibig Ny., Győr, 1790
- Udvari ember; németből ford. Faludi Ferenc, újra kiad. Ponori Thewrewk József; Schmid, Pozsony, 1837
- Az életbölcsesség kézikönyve (Oráculo manual); ford. Gáspár Endre; Helikon, Bp., 1984
- Az életbölcsesség kézikönyve; ford., előszó Gáspár Endre; Phőnix, Bp., 1943 (Klasszikus írások)
- A Hős ford., utószó Csuday Csaba; Palatinus, Bp., 2002